# 沃朗德里
沃朗德里（法語：Vaulandry，法語發音：[volɑ̃dʁi] ⓘ）是法国曼恩-卢瓦尔省的一个旧市镇，属于索米尔区。2013年，沃朗德里和市镇克莱合并为市镇安茹谷地克莱。2016年，安茹谷地克莱并入市镇安茹地区博热。

## 地理
沃朗德里（47°35'51"N, 0°2'34"W）面积27.65 平方千米，位于法国卢瓦尔河地区大区曼恩-卢瓦尔省，该省份为法国西部内陆省份，大致对应安茹地区，北起顺时针与马耶讷省、萨尔特省、安德尔-卢瓦尔省、维埃纳省、德塞夫勒省、旺代省、大西洋卢瓦尔省和伊勒-维莱讷省接壤。
沃朗德里的时区为UTC+01:00、UTC+02:00（夏令时）。

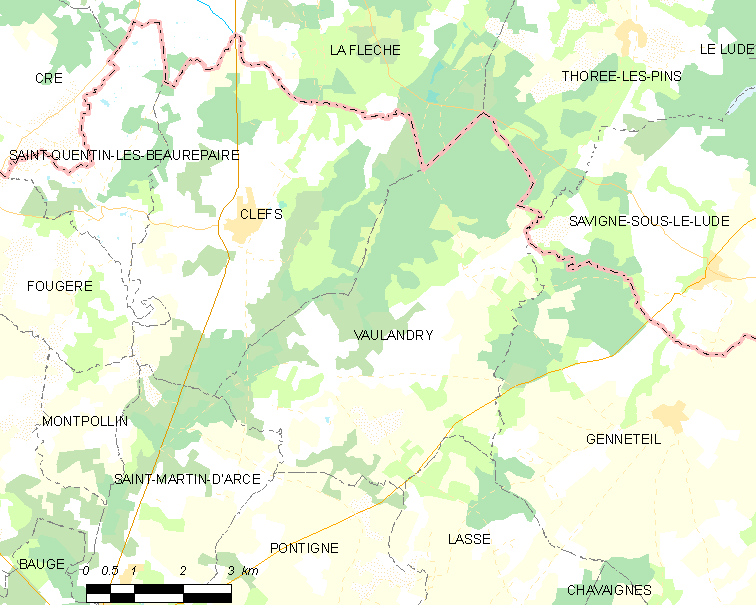
沃朗德里的OSM定位图

## 行政
沃朗德里的邮政编码为49150，INSEE市镇编码为49380。

## 人口

1962-2008年间沃朗德里人口变化图示

沃朗德里于2018年1月1日时的人口数量为301人。